# Prsteny moci
Prsteny moci jsou fiktivní magické prsteny ve fantasy světě Středozemi J. R. R. Tolkiena. Jsou poprvé popsány v knize Pán prstenů.
Bylo vyrobeno dvacet Prstenů moci neboli Velkých prstenů. Šestnáct z nich vyrobili Elfové z Eregionu s vědomostmi a pomocí Saurona – Annatara. Celebrimbor sám vyrobil Tři prsteny elfů. Sauron sám tajně vyrobil poslední Velký prsten, jenž byl nazýván Jeden prsten, v Hoře osudu v Mordoru. Bylo pravděpodobně vyrobeno mnoho malých prstenů, ale s menší mocí, než měly Velké prsteny.

## Dějiny prstenů
Po pádu Temného pána Morgotha Sauron prosil o milost Valar, ale nakonec se odmítl podrobit soudu a utekl na východ, kde si postavil Barad-dûr 

### Ukutí Prstenů moci
Někdy kolem roku 1350 Druhého věku přišel do noldorského Eregionu Sauron v převlečení, pod jménem Annatar (Pán darů). Vynaložil velkou moc na ovládnutí Celebrimbora a ostatních kovářů. Předal elfům mnoho vědomostí. Bylo vyrobeno 19 Prstenů moci známých také jako Velké prsteny a neznámý počet menších prstenů. Šestnáct prstenů vyrobili elfové s jeho pomocí a Tři prsteny vyrobil Celebrimbor sám. 
Prsteny vznikly ze smutku elfů nad ztrátou a touhou zachovat krásné. Měly prodlužovat život, otupit zub času a vytvářet krásu. Poté (kolem r. 1600) Sauron vyrobil v Hoře osudu tajně Vládnoucí prsten (tím počet Prstenů moci zaokrouhlil na 20).
Vládnoucí prsten sloužil k vládě, magii a kontrole. Měl ovládat všechny ostatní prsteny a jejich nositele. Elfové ale slyšeli verše, které do něj byly vyryty (šestý a sedmý z následující básně), poznali že byli zrazeni a sejmuli své prsteny (a nikdy neukovali další). Roku 1695 Druhého věku Sauron dobyl Eregion a získal Devět prstenů. Mučením Celebrimbora poté zjistil, kde bylo Sedm.

## Verše prstenu
Tři prsteny pro krále elfů pod nebem,
Sedm vládcům trpaslíků v síních z kamene,
Devět mužům: každý je k smrti odsouzen,
Jeden pro Temného pána, jenž dlí na trůně
v zemi Mordor, kde se snoubí šero se šerem.
Jeden prsten vládne všem, Jeden jim všem káže,
Jeden všechny přivede, do temnoty sváže
v zemi Mordor, kde se snoubí šero se šerem.

## Tři
Tři prsteny Elfů byly vyrobeny samotným Celebrimborem a Sauron se jich nikdy nedotkl. Zůstaly skryty a nebyly používány, dokud měl Sauron Jeden prsten. Tři prsteny byly vyrobeny poté, co Sauron z Eregionu odešel. Tři sloužily k zachování krásy a byly nejmocnějšími Prsteny moci. Elfové je před Sauronem skryli a Sauron je nemohl nalézt. Elfové je však nemohli používat, dokud se Jeden prsten neztratil, protože díky moci Jednoho prstenu by jim Sauron vládl a mohl by vidět a kontrolovat, co s nimi kdo činil. 
Z popisu je zřejmé, že nositelé Tří prstenů byli schopni prsteny „skrýt“, tedy učinit je neviditelné. 

### Narya
Narya nazývaná též Prsten ohně nebo Červený prsten je jedním ze Tří prstenů, jež ukul sám Celebrimbor. Byl osazen Rubínem. Na začátku války elfů se Sauronem jej Celebrimbor dal společně s prstenem Vilya Gil-galadovi. Gil-galad jej svěřil Círdanovi. Ten po příchodu Gandalfa poznal jeho povahu a daroval mu Naryu. Měla rozdmýchat v ostatních touhu po boji proti tyranii, dominanci a zoufalství, probouzet naději a dobro v každém, kdo se nacházel v jeho blízkosti.

### Nenya
Nenya nebo také Prsten vody je jedním ze Tří prstenů. Byl vyroben z mithrilu a osazen diamantem. Tento prsten měl sílu uchovávat a chránit. Prsten nosila Galadriel a užívala jej na ochranu Lothlórienu před Sauronem a udržení jeho krásy. Po zničení Vládnoucího prstenu zanikla moc Nenyi a Galadriel s ní odplula do Valinoru. 

### Vilya
Vilya, Prsten vzduchu je jedním ze Tří prstenů. Byl také nejmocnější ze tří prstenů. Byl ze zlata a ozdobený Safírem. Během války elfů se Sauronem ho nosil Gil-galad, po něm jej dostal Elrond.

## Sedm
Sedmi prstenů se Sauron zmocnil, když dobyl Eregion. Daroval je otcům trpaslíků. Říká se však, že přinejmenším Durin III, král Khazad-dûm, dostal prsten přímo od elfů. Je-li tomu tak, Sauronovi to vyhovovalo. Trpaslíky nešlo ovládnout a změnit ve stíny, ale prsteny v nich zesilovaly touhu po zlatě a bohatství a Sauron z toho měl prospěch. Základem pokladů trpaslíků bylo právě Sedm prstenů. Později tyto poklady vyplenili draci a některé prsteny byly stráveny ohněm, ostatní dostal zpět Sauron. Poslední ze Sedmi odňal Thráinovi, otci Thorina Pavézy, když jej dopadl a odvedl do své pevnosti Dol Gulduru. Protože toužil pouze po prstenu, podařilo se Thráinovi uschovat tajnou mapu a klíč od Ereboru, jejž pak na pokraji smrti věnoval Gandalfovi, který se pokoušel jej zachránit. Díky tomuto drobnému Sauronovu přehlédnutí se trpaslíkům později podařilo v Ereboru obnovit Království pod Horou, byl zahuben drak Šmak a možná i zachráněna Středozem.

## Devět
Kromě sedmi se Sauron zmocnil také devíti a daroval je devíti vládcům lidí. Ti podle své povahy dříve či později propadli zlu a stali se pouhými nástroji Sauronovy vůle. Po Sauronově porážce odešli do stínů a stali se Prstenovými přízraky. Po zničení Vládnoucího prstenu zmizeli do Nicoty. Vůdcem Devítky byl Černý Númenorejec Er-Murazor, Černokněžný král Angmaru, jehož prý nezabije žádný živý muž. Dalšími nazgûly byli: Khamûl Černý Východňan, Dwar z Wawu, Jí Indúr Úsvit smrti, Akhórahíl Slepý čaroděj, Hoarmúrath Dírský, Adúnaphel Tichý, Ren Nečistý a Úvatha Koňák. Akhórahíl a Adúnaphel měli být rovněž Černými Númenorejci. Tato jména nazgûlů nejsou podložena dílem Tolkiena, jsou ale oblíbená mezi fanoušky Pána prstenů.

## Vládnoucí prsten
Hlavní článek: Jeden prsten
Jeden prsten tajně vyrobený Sauronem v Hoře osudu měl moc vládnout ostatním 19 prstenům.
Umožňoval Sauronovi vidět a kontrolovat myšlenky jejich nositelů a vše co těmito Prsteny bylo činěno. Dokud však Sauron měl Jeden prsten, elfové své Prsteny nepoužívali a trpaslíky nebylo možno mocí Prstenu ovládnout a změnit ve stíny. Sauron do Prstenu vložil svou vůli, což se nakonec ukázalo jeho zkázou. Kletbě Prstenu neodolal téměř nikdo, kdo jej získal – Prsten každého nakonec zradil. V tomto místě se sluší zmínit několik zajímavostí. Za zmínku stojí záhadná postava Toma Bombadila (Prastar), který se Prstenu dotkl a se smíchem jej zase upustil, když narazil na Froda ve Starém Hvozdu. Samvěd Křepelka, který Prsten chvíli nesl po napadení Froda Odulou, byl natolik oddaný Frodovi, že mu jej později zcela dobrovolně vrátil. Podle dostupných záznamů neexistoval v celé historii Středozemě nikdo další, kdo se dokázal Prstenu takto lehce vzdát z vlastní vůle. Hobit Bilbo tak sice na naléhání čaroděje Gandalfa nakonec učinil, ale sám by se k tomu neodhodlal (Gandalf na něj totiž, ač nerad, použil svůj čarodějný Hlas). Nutno podotknout, že Prsten na jeho mysl působil nesrovnatelně delší dobu. Vábení Prstenu byli přímo vystaveni i Gandalf s Galadriel, kteří si však zhoubnou sílu Prstenu uvědomovali, a proto se jej raději nikdy nedotkli a obstáli tak ve vlastní velké zkoušce. 

## Konečný osud prstenů
Vládnoucí prsten byl zničen v Hoře Osudu. Tři byly odvezeny do Valinoru, ztratily však svou moc. Dva z trpasličích prstenů získal Sauron, ostatní spolykali draci. Devět zřejmě zaniklo.